# Compsobuthus seicherti
Espèce
Compsobuthus seicherti est une espèce de scorpions de la famille des Buthidae.

## Distribution
Cette espèce est endémique du Soudan. Elle se rencontre vers Khartoum.

## Description
La femelle holotype mesure 44,3 mm.

## Étymologie
Cette espèce est nommée en l'honneur de Václav Seichert.

## Publication originale
- Kovařík, 2003 : « Eight new species of Compsobuthus Vachon, 1949 from Africa and Asia (Scorpiones: Buthidae). » Serket, vol. 8, no 3, p. 87-112 (texte intégral).